# 신개선
신개선(involute, 伸開線) 또는 인벌류트, 인벌류트곡선(-曲線)은 어떤 곡선의 모든 접선 중 적당한 한 점씩을 포함하는 곡면 위에 놓여 있으며 원 곡선의 모든 접선들과는 수직으로 만나는 또다른 곡선이다. 신개선이 존재하기만 한다면 곡선의 종류는 관계없이 한 곡선에서 다른 곡선을 유도해내게 되는 것이므로 곡선의 미분변환의 일종이다. 일반적으로 한 곡선에서 유도할 수 있는 신개선의 수는 무한하다.
축폐선과는 쌍대적인 관계에 있다. 즉, 곡선 A가 B의 신개선이라면, 정의상 곡선 B는 A의 축폐선이다. 어떤 곡선에서 유도한 축폐선의 접선을 잘 정의할 수 없는 경우가 존재하기 때문에 역은 성립하지 않는다.

## 구하는 방법
정의에 따라 평면곡선 {\displaystyle \gamma (s)} 의 신개선 I(s)의 방정식을 구하면 다음과 같다.
- {\displaystyle I(s)=\gamma (s)-s\mathbf {T} (s)}

여기서 s는 길이변수이다. 매개변수 t와 좌표변수 x, y에 대해 유클리드 2차원 평면 상의 매개변수식으로 표시하면, (x(t), y(t))의 임의의 a에 대한 신개선의 식은 다음과 같다.
- {\displaystyle ([x-{\frac {x'\int _{a}^{t}{\sqrt {x'^{2}+y'^{2}}}\,dt}{\sqrt {x'^{2}+y'^{2}}}}],[y-{\frac {y'\int _{a}^{t}{\sqrt {x'^{2}+y'^{2}}}\,dt}{\sqrt {x'^{2}+y'^{2}}}}])}

## 같이 보기
- 축폐선

## 참고 문헌
- Martin Lipschutz, 전재복 역, 《미분기하학 개론》, 경문사, 2008